# Ed Bradley
Edward Rudolph "Ed" Bradley, Jr. (22. června 1941, Filadelfie – 9. listopadu 2006, New York) byl americký novinář. Proslavil se především moderováním pořadu 60 Minutes (od roku 1981 až do smrti) na stanici CBS News. Byl prvním černošským zpravodajem z Bílého domu a prvním Afroameričanem, který měl vlastní publicistický pořad v americké televizi (CBS Sunday Night News with Ed Bradley). Do CBS nastoupil roku 1971, rok byl zpravodajem v Paříži a hned poté byl poslán do Vietnamu, aby se stal válečným reportérem v pozdní fázi Vietnamské války. Připravoval mj. i slavnou reportáž z Pádu Saigonu, tedy definitivního ústupu amerických vojsk roku 1975. K jeho slavným reportážím z jihovýchodní Asie patřila i ta o kambodžských uprchlících ("The Boat People"), upozornila světovou veřejnost na problém brutálního režimu Rudých Khmerů. V Kambodži byl rovněž zraněn výbuchem granátu. Po tomto incidentu se vrátil do USA. Již jako domácí zpravodaj vyvolal velký ohlas svou reportáží o znásilnění na Duke University. Jeho velkým tématem byl také skandál se zneužíváním dětí v katolické církvi. K jeho slavným rozhovorům patří ten s Bobem Dylanem či teroristou Timothy McVeighem. Slavným bylo též jeho interview s Michaelem Jacksonem z roku 2003, kde zpěvák poprvé promluvil o svých milostných vztazích s dětmi. Za svou kariéru Bradley získal 19 televizních cen Emmy, tu poslední, v roce 2003, za celoživotní dílo.